# Toni Gomes
Toni Correia Gomes (Bissau, 16 novembre 1998) è un calciatore guineense con cittadinanza portoghese, centrocampista svincolato della nazionale guineense.

## Carriera

### Club
Cresciuto nel settore giovanile del Liverpool, il 31 agosto 2017 viene ceduto in prestito al Forest Green, militante in League Two. Tuttavia, nel gennaio del 2018 il prestito viene interrotto, facendo ritorno al Liverpool. Rimasto svincolato al termine della stagione, viene ingaggiato dall'Arouca, nella seconda divisione portoghese.
Dopo essere rimasto svincolato per un breve periodo, tra il 2020 e il 2021 gioca in Egitto con le maglie di Haras El-Hodood ed El Gaish. In seguito ha militato nella seconda divisione turca con il Menemen Belediyespor. Nell'estate del 2022 si trasferisce al Tuzlaspor, altro club della seconda divisione turca. Tuttavia, non viene mai impiegato e poco dopo viene ceduto agli azeri dello Zirə.

### Nazionale
Nato in Guinea-Bissau, si è trasferito da piccolo con la famiglia in Portogallo. Inizialmente ha rappresentato le nazionali giovanili portoghesi, totalizzando sei presenze complessive tra l'Under-17 e l'Under-18.
In seguito ha optato per giocare con la nazionale guineense, con la quale ha esordito il 17 novembre 2022 in un amichevole persa per 3-1 contro il Gabon.

## Statistiche

### Presenze e reti nei club
Statistiche aggiornate al 24 marzo 2023.
| Stagione        | Squadra              | Campionato      | Campionato | Campionato | Coppe nazionali | Coppe nazionali | Coppe nazionali | Coppe continentali | Coppe continentali | Coppe continentali | Altre coppe | Altre coppe | Altre coppe | Totale | Totale |
| Stagione        | Squadra              | Comp            | Pres       | Reti       | Comp            | Pres            | Reti            | Comp               | Pres               | Reti               | Comp        | Pres        | Reti        | Pres   | Reti   |
| --------------- | -------------------- | --------------- | ---------- | ---------- | --------------- | --------------- | --------------- | ------------------ | ------------------ | ------------------ | ----------- | ----------- | ----------- | ------ | ------ |
| 2017-gen. 2018  | Forest Green         | FL2             | 9          | 0          | FACup+CdL       | 2+0             | 0               |                    | -                  | -                  | FLT         | 2           | 0           | 13     | 0      |
| 2018-2019       | Arouca               | LdH             | 9          | 2          | CP+CdL          | 1+2             | 0               |                    | -                  | -                  |             | -           | -           | 12     | 2      |
| gen.-giu. 2020  | Haras El-Hodood      | PL              | 17         | 3          | CE              | 1               | 0               |                    | -                  | -                  |             | -           | -           | 18     | 3      |
| 2020-2021       | El Gaish             | PL              | 3          | 0          | CE              | 1               | 0               |                    | -                  | -                  |             | -           | -           | 4      | 0      |
| 2021-2022       | Menemen Belediyespor | 1L              | 29         | 3          | CT              | 2               | 1               |                    | -                  | -                  |             | -           | -           | 31     | 4      |
| ago. 2022-2023  | Zirə                 | PL              | 18         | 1          | CA              | 1               | 0               | UECL               | -                  | -                  |             | -           | -           | 19     | 1      |
| Totale carriera | Totale carriera      | Totale carriera | 85         | 9          |                 | 10              | 1               |                    | -                  | -                  |             | 2           | 0           | 97     | 10     |

### Cronologia presenze e reti in nazionale
| Cronologia completa delle presenze e delle reti in nazionale ― Guinea-Bissau | Cronologia completa delle presenze e delle reti in nazionale ― Guinea-Bissau | Cronologia completa delle presenze e delle reti in nazionale ― Guinea-Bissau | Cronologia completa delle presenze e delle reti in nazionale ― Guinea-Bissau | Cronologia completa delle presenze e delle reti in nazionale ― Guinea-Bissau | Cronologia completa delle presenze e delle reti in nazionale ― Guinea-Bissau | Cronologia completa delle presenze e delle reti in nazionale ― Guinea-Bissau | Cronologia completa delle presenze e delle reti in nazionale ― Guinea-Bissau |
| Data                                                                         | Città                                                                        | In casa                                                                      | Risultato                                                                    | Ospiti                                                                       | Competizione                                                                 | Reti                                                                         | Note                                                                         |
| ---------------------------------------------------------------------------- | ---------------------------------------------------------------------------- | ---------------------------------------------------------------------------- | ---------------------------------------------------------------------------- | ---------------------------------------------------------------------------- | ---------------------------------------------------------------------------- | ---------------------------------------------------------------------------- | ---------------------------------------------------------------------------- |
| 17-11-2022                                                                   | Adalia                                                                       | Gabon                                                                        | 3 – 1                                                                        | Guinea-Bissau                                                                | Amichevole                                                                   | -                                                                            |                                                                              |
| 20-11-2022                                                                   | Adalia                                                                       | Gambia                                                                       | 0 – 0                                                                        | Guinea-Bissau                                                                | Amichevole                                                                   | -                                                                            |                                                                              |
| 24-3-2023                                                                    | Abuja                                                                        | Nigeria                                                                      | 0 – 1                                                                        | Guinea-Bissau                                                                | Qual. Coppa d'Africa 2023                                                    | -                                                                            | 46’                                                                          |
| 11-9-2023                                                                    | Bissau                                                                       | Guinea-Bissau                                                                | 2 – 1                                                                        | Sierra Leone                                                                 | Qual. Coppa d'Africa 2023                                                    | -                                                                            | 90+3’                                                                        |
| Totale                                                                       |                                                                              | Presenze                                                                     | 4                                                                            |                                                                              | Reti                                                                         | 0                                                                            |                                                                              |